# اسکاتلند (ویرجینیا)
اسکاتلند (به انگلیسی: Scotland) یک منطقهٔ مسکونی در ایالات متحده آمریکا است که در شهرستان سری، ویرجینیا واقع شده‌است. اسکاتلند ۲۰۳ نفر جمعیت دارد.